# Paul Radburn
Paul Radburn (Londres, 23 de mayo de 1955) es un deportista británico que compitió en judo. Ganó dos medallas de bronce en el Campeonato Europeo de Judo en los años 1977 y 1979.
Participó en dos Juegos Olímpicos de Verano en los años 1980 y 1984, su mejor actuación fue un sexto puesto logrado en Moscú 1980 en la categoría de +95 kg.

## Palmarés internacional
| Campeonato Europeo | Campeonato Europeo | Campeonato Europeo | Campeonato Europeo |
| Año                | Lugar              | Medalla            | Categoría          |
| ------------------ | ------------------ | ------------------ | ------------------ |
| 1977               | Ludwigshafen (RFA) | Medalla de bronce  | –95 kg             |
| 1979               | Bruselas (Bélgica) | Medalla de bronce  | Abierta            |